# ジャンケットバンク
『ジャンケットバンク』（JUNKET BANK）は、田中一行による日本の漫画作品。『週刊ヤングジャンプ』（集英社）にて、2020年35号より連載中。
タイトルの「ジャンケット」とは、カジノ運営において有力顧客（VIP）の接待を行うための職業で、彼らを賭場に招くための手配を行う者のこと。また、作中では行員が特定ギャンブラーの担当者になるための権利のことをジャンケット権と呼んでいる。
2023年3月、第6回「アニメ化してほしいマンガランキング」で8位を獲得。2025年4月時点で累計部数が140万部を突破している。

## あらすじ
経常利益が国内第3位という日本でも有数の銀行・カラス銀行。その中央支店で窓口業務を務める入行2年目の青年行員・御手洗暉（みたらい あきら）は、経理ミスを一瞬で見抜くほどの類まれな計算能力を持つが、それが生かされることはなく日々の生活に退屈していた。そんなある日、御手洗は突然、特別業務部審査課、通称「特四（トクヨン）」への異動を命じられる。銀行の重要部門である審査課への異動に訝しがる御手洗は、新たな上司・宇佐美から、実は大金管理のプロフェッショナルである銀行が巨大な賭場を運営していること、かつ、特四とは、そのギャンブルと、それに参加するギャンブラーを管理する特別な部署であることを説明される。ギャンブラーは自前の資金以外にも、特別融資として自身の基本的人権を担保に銀行から大金を借り入れることができ、その際の融資審査を行うのも、御手洗の新しい職務であった。
賭場の異様な状態に気圧され、戸惑う中、御手洗は謎の天才ギャンブラーの青年・真経津晨（まふつ しん）と出会う。相手のイカサマを見抜き、勝利を収める真経津に魅了された御手洗は、彼の担当行員として時に命すら賭ける異常な銀行賭博に関わっていく。

## 登場人物

### メインキャラクター
真経津 晨（まふつ しん）
声 -内山昂輝
本作の主人公。ギャンブラー。22歳。魚座。AB型。
カラス銀行の賭場に現れた新参の青年ギャンブラー。切れ長の目に下まつ毛と三白眼の黒目が特徴的な端正な顔立ち。ギャンブラーにしては、やや気の抜けた穏やかな言動が特徴だが、それ自体が相手を油断させたり、挑発やブラフの仕込みになっているなど、強かで抜け目がなく、周りの想像を超えた劇的な勝利を重ねていく。ギャンブルのルール説明時や、相手のイカサマやゲームの罠に気づいた際には真剣な顔つきになり、人差し指でこめかみ辺りを「トントントントン」と叩いて思考する癖がある。真経津がギャンブルをするのは自分と対等の遊び相手を見つけるためだと言い、獲得した大金には無頓着であり、気に入った強敵とはその後も連絡を取り合っている。宇佐美は、3年前に他銀行の賭場を荒らした「デギズマン（装う者）」の可能性を疑っており、賭場の運営側も注意する必要があるとしている。
ギャンブラーとしては読み合いに長け、相手の裏をかくことを得意とする。村雨や叶といった自分よりも読みに長ける相手に対しては、ゲームのペナルティで自ら傷つくことを恐れず、それにより相手の読みを外すことが多い。同時にゲームのルール上の裏をかいたり、罠を見抜いて勝利する。「ギャンブルでは圧倒的な大差での敗北」のように見せかけて、実はそれすらもルールの盲点をついて勝利する布石の場合もある。ゲーム中、真経津の対戦相手には自分が執着していることや、その本質が写り込んだ鏡の幻影が現れ、決着時には、その鏡が割れ、真経津の「鏡の中に君を助ける答えはない」という決め台詞が入る。
プライベートでは突然トルコアイス作りや陶芸をするなど、のどかで多趣味な生活を送る。ただしギャンブル以外はいずれも人並み以下である。また、自分が戦った相手である獅子神や村雨を一方的に友人扱いし、呼び出して遊びに興じることもある。部屋は物が多く、散らかっている。
御手洗 暉（みたらい あきら）
本作の主人公、狂言回し。カラス銀行の行員。24歳。
入行2年目で、中央支店の窓口業務を担当している青年行員。外見・内面共に、やや気弱な一般人だが、書類を一瞥しただけで経理ミスを発見したり、9桁の数字の平方根を一瞬で計算するなど、類稀な計算能力を持つ。しかし本人は少し計算が得意程度にしか思っておらず、その能力を使って自分でなにかするということはなく、代わり映えのしない日々の生活に退屈していた。
物語冒頭において突然、特別業務部審査課（特四）へ異動となり、新たな上司・宇佐美より密かに行われていた銀行賭博や、新たな業務について教えられる。その際、偶然に真経津と関谷のギャンブルを仕切ることになり、そこで真経津に魅了され、そのまま彼の勝負を見続けたい、また最終的に負けるところが見たいとして、より深く銀行賭博に関わっていく。

### ギャンブラー
関谷 仁（せきや じん）
5スロットのギャンブラー。28歳。
作中最初に登場した敵ギャンブラー。陽気な言動だが性格は下劣。5スロットのギャンブル「ウラギリスズメ」において、通しを使った初歩的なイカサマと、新人をカモとして狙った手口で39連勝を誇っていた。賭場に現れた新参の真経津を次のカモと見定め、いつもの手口で荒稼ぎしようとするが、素の能力はさほど高くなく、完全に手の内を読まれ敗北、それまでの勝ち金のみならず、一切の手持ち資金を巻き上げられ、強制的に特別融資を受けさせられる。その後は不明だが、債務不履行者に落ちた可能性が示唆される。
獅子神 敬一（ししがみ けいいち）
声 - 羽多野渉
4リンクのギャンブラー。のちに1/2ライフ。宇佐美班管轄。投資家。26歳。
垂れた切れ長目が特徴的な、体躯の良い整った顔立ちの青年。4リンクのギャンブラーとして能力は高い一方、性格は傲慢で自分を王に見立てる（名字の獅子を百獣の王に擬える）。特に自分が債務不履行者に落とした相手ギャンブラーたちを銀行から買い戻して奴隷として家に住まわせ、自身を崇めさせるといった屈折した生活を送る。後述の通り、真経津に敗北した後は、彼に気に入られて一方的に友人扱いされ、自分より格上な村雨などとも交友していくことになる。その中で格上の彼らを観察することでさらに上を目指すという高い向上心を見せるようになり、「ライフ・イズ・オークショニア」編以降は対戦相手の思考能力の高さを不特定の目の幻影（視点の数の可視化）で図れるようになる。
4リンクにおける真経津の最初の対戦相手として作中に登場し、自身が定石戦法を熟知する「気分屋ルーシー」で戦う。蛍光塗料を使ったイカサマを用いるも、早々に真経津に見破られ、散々踊らされた末に、ゲームのペナルティで手のひらに重傷を負って敗北する。鏡の中に映ったものは「虎の威を借る狐」。以降は上記の通り、真経津に友人扱いされ、幕間での真経津のプライベートのエピソードに登場するようになる。「アンハッピー・ホーリーグレイル」編に前後して1/2ライフに昇格し、「ライフ・イズ・オークショニア」編では村雨とタッグマッチで現職警官の山吹・時雨コンビと戦う。全員が格上の中で村雨の狙いによって覚醒し、上記の能力を得て勝利を掴む。
村雨 礼二（むらさめ れいじ）
4リンクのギャンブラー。のちに1/2ライフ。宇佐美班管轄。医者。29歳。
普段は無感情で淡々とした細身の眼鏡の男。元1/2ライフという経歴を持ち、実力は明らかに4リンクより上。人体から発せられるわずかな情報から相手がどのような心理状態で、何を考えているかを読み解いてしまうなど、宇佐美班の行員達からも異常者とみなされている。実は一時は1ヘッドにも昇格したことがあったが、その際に偶然すれ違った「灰色の目の男」に命の危険を感じ、一度も戦わずに口座残高を減らして自ら4リンクまでランクを下げたという経緯があった。単純な読み合いのみならず、頭脳明晰で「ライフ・イズ・オークショニア」編では勝負開始前の段階で、勝負後のことも見据えて戦略を練り、全て自分の狙い通りに終わらせる。
かつて勤勉で一般的に幸福な家庭生活を送る実兄を手術した際に、その内臓が過労でボロボロであったこと、一方でクズに見える人間の内臓が綺麗であったことから「真面目な人が普通の幸福を得るために為に苦しまねばならないなら、世の中は狂っている」という考えを持つようになる。そこで、他者の腹を開き、体内を調べ、世界が狂ってないかを確認するという趣向を持ち、手術を趣味とし、常にメスを持ち歩く。
渋谷が仕切り、本来は1/2ライフのギャンブルで場合によって死もありうる「サウンド・オブ・サイレンス」で真経津と戦う。真経津の選択を完全に見破り、自身は無傷のまま終始優勢な状態で彼を苦しめるが、ゲームの前提を度外視した真経津の真の策によって一発逆転され敗北、ゲームのペナルティによって鼓膜（聴覚）に重傷を負う。鏡に映ったものは「手術台に置かれた人形になった自分」。
その後、真経津から一方的に友人扱いされて幕間に登場することがあり、馴れ合いを拒絶するような態度を見せつつ、真経津や獅子神との掛け合いに参加している。聴覚も徐々に回復していき会話が出来るまでに戻った。「アンハッピー・ホーリーグレイル」編に前後して1/2ライフに復帰する。
雛形 春人（ひながた はると）
1/2ライフのギャンブラー。伊藤班管轄。画家。26歳。
切れ長の目が特徴の、落ち着いた雰囲気の青年。相手の感情の色が見えるという能力で常勝してきた。相手が絶望した時の表情を描くことを趣味とする。担当行員の土屋田の能力の低さを把握しつつも、表向きは彼におとなしく従う。
1/2ライフにおける最初の真経津の対戦相手として「ジャックポット・ジニー」で戦う。上記の能力から真経津の出すカードを完璧に予測し、表向きの勝利条件である金貨を大量に獲得していく。すぐにゲームの真の目的に気づいた真経津から、周りをよく観察しろと何度も暗に警告されるが、それを無意味な挑発やブラフと捉え、そのまま最終セットを終える。最終的に真経津からゲームの真実を説明されて自身の敗北が決定していることを知り、絶望するものの、土屋田に鏡を用意させて、絶望した自分の自画像を描き、ゲームのペナルティにより死亡する。鏡の中に映ったものは「自身が描いた絶望する者の肖像画をモンタージュして作った自画像」。
京極 学（きょうごく まなぶ）
大学生。21歳。
クラブ「オーバーキル」を仕切り、特殊サイコロを使ったオリジナル・ギャンブル「タンブリング・エース」を主催する自信家の青年。関谷の一番弟子を名乗り、京極が勝つように策が張り巡らされた「タンブリング・エース」自体も関谷が考案したものだという（関谷が5スロットで惨敗したことは知らないように描写される）。無知で無防備な大学生を相手に荒稼ぎしてきた。
神林の娘をカモにしたことで、雛形戦後のインターバルで暇を持て余していた真経津を呼び込んでしまい、さらに真経津に呼び出されて村雨、獅子神もクラブに訪れる。相手が自分より格上だとまったく気づかず、調子に乗らされた挙げ句に大金を賭けて大敗する。
その後は債務者として真経津からは神林の元で働かされ、村雨からは彼の趣味である手術の対象となる。しかし、神林のパン屋では商才を発揮し、村雨の手術では病気が早期発見されたことで彼を命の恩人として慕うようになる。
辺見 充（へんみ みつる）
大学生。21歳。京極の相棒。
他の仲間に威張り散らすも京極には逆らえない小心者の青年。京極と「タンブリング・エース」を主催し、荒稼ぎしてきた。真経津・村雨ペアとの戦いにおいて、すぐに二人が只者ではないと気がつき、京極に警戒するようにサインを送るが無駄に終わる。結局、真経津に誘導されて京極にキレてしまい、彼に無茶な賭けを行わせる最後の一押しをしてしまう。
その後は京極と共に神林の元で働かされる。また、幼い頃に描いたイラストを使用した「ガオガオサンデー」がSNSで人気を博す。
叶 黎明（かのう れいめい）
1/2ライフのギャンブラー。伊藤班管轄。ストリーマー。28歳。
常に大きな目を見開き、ニコニコマークの虹彩が特徴の青年。自らを「観察者」と称し、自分以外のあらゆるモノは自身の観察対象に過ぎず、自分は絶対的な存在だと信じている。実際に優れた観察眼を持ち、相手の心理状態から、ゲームに使われる道具の些細な傷までほぼ完璧に把握できる。表の顔はゲーム配信の同時接続が5000人にも上る人気ストリーマー。
真経津を相手に「アンハッピー・ホーリーグレイル」で戦う。上記の「観察者」としての能力で、真経津の状態やゲームの状況を完璧に把握し、有利に進める。しかし真経津のブラフに惑わされて、自身の観察力を最後まで信じきれなかったため、最終的には反則負けを喫する。真経津をして、こうでもしないと勝てなかったと言わしめる。鏡の中に映ったものは「月を観測する自分が逆に真経津に見られているという光景」。その後は真経津の友人グループの一員として登場しており、以前から尊敬していたという村雨に会えたことや、彼から自分が認識されているという事実に歓喜する。当初は獅子神を軽んじるが、後に優れた観察眼に目覚めると評価を改めている。
朔 京治（さく きょうじ）
特別債務者。元特別企画管理課の行員。
「ザ・ショートホープ」編において御手洗を協力者に誘う。
→#特別業務部2課「特別企画管理課」
天堂 弓彦（てんどう ゆみひこ）
1/2ライフのギャンブラー。その後、5スロットへ降格し、1/2ライフに昇格。神父。伊藤班管轄。のち宇佐美班管轄。28歳。
普段の態度は神職らしい穏やかな人物。しかし、本性は自分を善人として特別視する一方で、神に救いを求める他者をクズと見下し、救いと称して自殺を教唆する狂人。さらに後には自殺教唆ではなく救済と称して自身で相手を自殺に見せかけて殺していたことが明かされ、さらには実は「神」が一人称であり、彼が言う神とは自分自身であるという異常者であることが判明する。ギャンブラーとしてはシャッフルされても相手のカード位置を完璧に把握できるほどの異常な動体視力を持つが、その宗教めいた言動によってこの能力が悟られないようにしている。
真経津を相手に「ブルー・テンパランス」で戦う。専属行員となった御手洗から事前にゲーム内容を明かされたことで自分側に天秤を一定傾けさせる長期戦に持ち込む必勝法を確立し、上記の能力で真経津の手を読み切って彼を苦しめる。ところが、実はさらにゲームの裏を読み切った真経津によって意図的に長期戦に持ち込まれており、手の内を明かされる。そこで真経津の挑発に乗る形で、逆に真経津側に天秤が傾くように仕向けられ、ゲームのペナルティにより重傷を負って行動不能となり、敗北する。鏡の中に映ったものは「花畑に横たわって穏やかに眠る自分」。
一命を取り留めるが、右目に眼帯をし、5スロットまで降格する（のち1/2ライフに復帰）。また、真経津の友人グループに加わる。当初は叶と険悪な関係を見せるが、すぐに意気投合する。
山吹 千晴（やまぶき ちはる）
1/2ライフのギャンブラー。片伯辺班管轄。警視庁捜査2課刑事。28歳。
不躾けな性格の青年。学生時代から暴力を好み、周囲から煙たがられていたが、ある時、痴漢をぶちのめして称賛を受けたことから、暴力を振るっても許される存在として刑事になったという経緯を持つ。悪に対して圧倒的な正義を振りかざすことに強烈な快感を覚えるという。その粗暴な外見や言動に反して、捜査2課の刑事として頭脳も優れる。また、警察としての立場を利用し、事前に相手の情報を収集しておき利用するという用意周到さも見せる。
村雨・獅子神チームを相手に時雨と「ライフ・イズ・オークショニア」で戦う。相手の弱点とみた獅子神を一方的に追い詰める展開を作り上げるものの、最初からすべて村雨の掌で踊らされていただけであり、獅子神の覚醒もあって追い詰められていく。最後は相棒の時雨の命を守るために、咄嗟に警察としての立場を利用した脅迫行為を村雨に行ってしまい、これがカラス銀行ひいては観客の富裕層に対する脅しであるともみなされ、村雨の狙い通りに勝敗の決着と同時に5課と0課によって粛清される。しかし、命は取られず、代わりに銀行より真経津の調査を命じられる。
時雨 賢人（しぐれ けんと）
1/2ライフのギャンブラー。片伯辺班管轄。警視庁捜査2課刑事。34歳。
インテリ風の壮年男性。落ち着いた性格ながらも、山吹と同様に悪人には何をしても良いという考えを持つ。山吹からは仕留められた獲物を眺めることが好きらしいと見られている。
村雨・獅子神チームを相手に山吹と「ライフ・イズ・オークショニア」で戦う。山吹の項の通り、当初は優勢に進めるものの、すべて村雨の狙い通りであり、最終的には追い込まれる。そのまま順当に行けば自身の命が危ないという場面で、山吹の暴走により身の潔白を証明する必要に迫られて、敗北となる選択を意図して行い、許容量以上の電流を浴びる選択をし、倒れる。この時点では生死不明であったが、後日、死亡したことが明かされる。
眞鍋 瑚太郎（まなべ こたろう）
ワンヘッドのギャンブラー。伊藤班管轄。小学校教員。35歳。通称「教育災害」「瞼無し（リッドレス）」。
頭頂の2本の跳ね毛が特徴の柔和な笑顔の優男。小学校教諭としては子供の将来を想う好人物だが、その実、自分以外の大人を無駄に成長しただけと軽蔑し、教え子を理想的な人物に育てることを人生の目標としている。またワンヘッドの特権を利用して不特定多数の個人情報を手に入れ、それを元に死傷者の出る騒動を起こすなどしている。対象の観察と思考の読み取りに長けており、その上でゲーム自体を教育に見立て、自身が教え諭すという形で相手の手を咎めながら進めるという特徴がある。
伊藤による宇佐美に対する解任戦にて「シヴァリング・ファイア」で真経津と戦う。真経津の手を完全に読み切り、上記の通り「教師として」生徒を教え導くという形で彼のミスを指摘していくようにゲームを進める。「あいこ」のループによって自身はほぼ温度を保つ一方、真経津の室温は一挙-123℃の極寒状態に追いやり、勝利を確信する。しかし、それが狙いであった真経津が極寒ゆえに脆くなった自身のガラスのブースを破壊したことで敗北が確定する。自身の誤りを素直に認めた上で、最後まで朗らかに真経津と会話を行い、ペナルティによって焼死する。
牙頭 猛晴（がとう たけはる）
1/2ライフのギャンブラー。伊藤班管轄。飲食店チェーンの経営者。34歳。
金髪のオールバックでがたいの良い壮年男性。人は自身の欲望に忠実であるべきを信条とし、「納得」を重視する。理不尽な行為は相手が客でも許さず、平然と暴力を振るう。漆原とは高校時代からの親友であり、信条は正反対であるものの、互いをよく信頼している。それゆえに大学受験時のある出来事で人生観が変わった漆原に、これ以上歪んで欲しくないと願っていた。
仕切り直された宇佐美・伊藤の解任戦の第1回戦として、村雨・天堂チームを相手に漆原と「ピーキー・ピッグ・パレス」で戦う。個人としての能力は村雨・天堂に劣るものの、自身を攻撃、漆原を防御とする的確な役割分担で、即席チームで互いに不仲な2人を相手に優位にゲームを進めていく。しかし、言動と裏腹に相棒を想うあまりに役割に徹しきれていないことを天堂には最初から見抜かれており、村雨の覚醒後は完全に狙いを看破され、死の瀬戸際まで追い詰められる。通常であれば漆原が死ぬ流れで、あえて自分が死ぬ選択をして漆原だけは守ろうとしたがそれすら天堂に見破られており、彼の計らいで2人とも命は助かった状態での敗退となる。
漆原 伊月（うるしばら いつき）
1/2ライフのギャンブラー。伊藤班管轄。弁護士。34歳。
細身・長髪の壮年男性。人生はくじ引きであり、人は無価値を信条とする。敏腕の弁護士として明らかな悪党でも無罪に持っていく手腕を持ち、それもまたクライアントが自分というアタリを引いたからとする。牙頭の項の通り、彼とは高校時代からの親友。大学受験時の出来事で現在の人生観が形成され、歪んでしまったと自覚しており、牙頭には歪んで欲しくないと願っている。
仕切り直された宇佐美・伊藤の解任戦の第1回戦として、村雨・天堂チームを相手に牙頭と「ピーキー・ピッグ・パレス」で戦う。牙頭の項の通り、格上の2人を相手に的確な役割分担に基づくチームプレイで優位に進めていくが、最初から天堂には心理の奥を見破られており、最終的には追い詰められる。牙頭を守るため自分が死ぬ選択をするが、それすら見破っていた天堂の計らいで2人とも命は助かった状態で敗退する。
三角 誉（みかど ほまれ）
ワンヘッドのギャンブラー。伊藤班管轄。30歳。通称「全方位ドッペルゲンガー」「共同体（ハイブ）」。
容姿端麗な青年。標的の思考や仕草などを徹底的に真似て、完了したら殺害する連続殺人鬼。この模倣によって老若男女、様々な職業の42人以上の人格を有する。殺人ではなく模倣があくまで目的であるとし、ワンヘッドの特権である2種白紙権を用いて銀行に殺人事件を隠蔽させている。
初登場はライフ・イズ・オークショニア編後の106話であり、債務者落ちから復活した御手洗が搭乗した銀行の飛行機に同席し、彼に的確な助言を与える。その後は各編の幕間でわずかに登場していたが、仕切り直された宇佐美・伊藤の解任戦の最終戦で本格的に登場し、真経津と「デビルズマイン・ツインズ」で戦う。

### カラス銀行

#### 特別業務部4課「特別審査課」

##### 宇佐美班
宇佐美 銭丸（うさみ ぜにまる）
声 - 間島淳司
特別審査課主任（宇佐美班班長）。御手洗の上司。
笑顔を絶やさず、物腰の柔らかい壮年男性。秩序を重んじる。基本、言動は穏やかだが、曲者揃いの部下たちをまとめ上げ、債務不履行のギャンブラーには容赦がない。御手洗の類稀な計算能力を評価し、自班に異動させる。部下の自主性を尊重するという形で、死地に飛び込ませると伊藤に評されている。
榊（さかき）
宇佐美班の行員。25歳。
長髪で乱暴な言葉遣いの青年。しかし見た目に反して後輩想いで御手洗を気にかける。また、同輩のしいなにこき使われている。
彼が面倒を見てきた後輩がほぼ全員特別融資のペナルティによる債務不履行者となった事を気にしている為、御手洗を心配している。
梅野 六郎（うめの ろくろう）
宇佐美班の行員。27歳。
常に目を見開いた無表情の男。言動は機械的で「という説が有力です」という特徴的な言い回しをする。記憶力に長けており、数年前の星座占いの結果を覚えていたり、厚いマニュアルを一目通すだけで暗唱出来る。
土屋田曰く、元々はエリート班に居たらしいがある事情からハブられ、宇佐美班に移された過去があるらしい。
渋谷 蓮十郎（しぶや れんじゅうろう）
宇佐美班の行員。54歳。
整った髭に細目の初老の男性。元ギャンブラーという経歴を持ち、普段は飄々としつつ、鋭い眼光を放つ。
何を考えているか一見分かりづらいが、村雨が負けを認めずに文句を言った際には暴力で黙らせたり、一仕事やり遂げた御手洗への餞別として遠回しな形で彼にキャリアをあげたりと、道理や努力を重視する面がある。
羽柴 しいな（はしば しいな）
宇佐美班の行員。25歳。
見た目は可愛らしい宇佐美班の紅一点である若い女性。
女王様気質で不機嫌であることを隠しもせず、同僚たちを顎で使うなど恐れられている。特に彼女へのお茶汲みは榊がわざわざ御手洗にキャリアを大量に支払ってでも代わってもらおうとする程。
「一人の男に死ぬまで貢がせた」という過去があるらしく、それをネタに土屋田に煽られた際には目を見開き激昂しかけた。

##### 伊藤班
伊藤 吉兆（いとう きっちょう）
特別審査課主任（伊藤班班長）。28歳。
左目に縦断する傷があるためか、左目が白く斜視になっているオールバックの男性。よく中指を立てる。特四の主任たちの中で好戦的と評され、課長の座を狙っており、課長になった際に宇佐美を優秀な部下として受け入れると提案するが宇佐美がこれを拒否し対立、班を潰して強引に行くと宣言する。特四で唯一独裁権を行使し、部下を徹底管理する方針をとる。同時にそのカリスマ性で部下たちをまとめており、部下の失態も自分の責任とする。
土屋田 謙介（つちやだ けんすけ）
伊藤班の行員。27歳。雛形の担当行員。
横柄な態度の男。自信家で挑発的な言動が特徴であるが、あくまで伊藤に思想改造されたものとされ、実際の能力はさほど高くない。敵と自身の担当ギャンブラーへは傍若無人に振る舞うものの、昼間へインフレの仕組みをカードゲームのレアカードに例えてわかりやすく教えたり、その後に昼間の趣味であるカードゲームに付き合ったりと身内への面倒見は良い方。伊藤班の他のメンバーからは「無能者」扱いされているが、それ故にかえって三角誉のような異常なギャンブラーの影響を受けにくいとして、そのような相手の対応を任されている。
昼間 唯（ひるま ゆい）
伊藤班の行員。24歳。叶の担当行員。
カチューシャで髪を束ねた青年。伊藤から相手に無謀な賭けを受けさせるスペシャリストと評される。雪村曰く「言わなくても人の欲しいモノが分かる」才能があり、前職はティッシュ配りのバイトで熱心に渡そうとしてないが渡した人間は100%受け取っており、偶然見かけた伊藤に連れてこられた経歴がある。
前職のこともあり銀行職員でありながらインフレの仕組みを理解していなかったりと学が無い部分が目立つが、非常に勘が鋭く物事の理解力が高いため、一言で本質を言い当てたりする。
雪村 真（ゆきむら まこと）
伊藤班の行員。26歳。
ショートボブの青年。同じ班の同僚と軽口を叩く。見た目は優男風だが、暴力にも長ける。コミュニケーション能力が非常に高く、会話によって相手から有益な情報を引き出すという才能がある。
蔵木 慎之介（くらき しんのすけ）
伊藤班の行員。30歳。
常に張り付いた様な笑顔を浮かべ、首筋に大きな入墨が見える大柄な男。何かにつけ「賭けません？」と、賭けを提案するのが特徴。元は0課所属で、0課はホワイト過ぎると評する。
アンハッピー・ホーリーグレイルを取り仕切る。

##### 片伯部班
片伯部 いね（かたかべ いね）
特別審査課主任（片伯部班班長）。74歳
アヌビスの頭がついた杖を持つ老婆。宇佐美や伊藤を子供扱いする横柄な性格。職員達に自身を「ママ」と呼ばせている。伊藤が仕掛けた課内の騒動において御手洗に興味を持ち、過労で自分を見失っていた彼が宇佐美班に戻れるようヒントを与え発破をかける。
加賀 花火（かが はなび）
片伯部班の班員。25歳。
褐色肌にショートカットの女性。非常に口が悪い。梅野に惚れているが照れ隠しで悪態をついてしまい、直後に落ち込むことを繰り返す。
紅宮 重理（べにみや しげみち）
片伯部班の班員。
坊主頭にオネエ口調の男。梅野に悪態をついては落ち込む加賀を慰める。

##### 白金班
白金 円（しろがね まどか）
特別審査課主任（白金班班長）。30歳。
丸メガネの鷹揚とした青年。宇佐美・伊藤の解任戦初戦である「シヴァリング・ファイア」の司会を行う。
灰谷 蓮司 (はいや れんじ)
白金班の班員。26歳。
黒目黒髪のどこかとぼけた雰囲気の青年。宇佐美・伊藤の2度目の解任戦であり、団体戦の1戦目「ピーキー・ピッグ・パレス」の司会を行う。
蛇谷 絵美里 (へびたに えみり)
白金班の班員。24歳。
ポニーテールに露出の多い服のマイペースな女性。宇佐美・伊藤の2度目の解任戦であり、団体戦の2戦目「デッドマンズ・キャンドルライト」の司会を行う。

#### 特別業務部2課「特別企画管理課」
朔 京治（さく きょうじ）
特別企画管理課主任（朔班班長）。
切れ長の目に右目下に垂直に並んだ2つの泣きぼくろがある青年。特別企画管理課の主任として様々な銀行賭博用のゲームを考案する。物語には債務者落ちした行員として登場するも、実は自らプレイヤーとしてゲームを確認したかったために身分を偽っていただけであり、現役の行員であった。
「ザ・ショートホープ」編において、守秘義務を破ったために債務者落ちした元2課の行員として作中に登場する。同じく特別債務者落ちしていた御手洗に声を掛けると、債務者から復帰でき、また、自ら考案したため必勝策を知る「ザ・ショートホープ」に協力者として誘う。さらに復帰した場合には自身が考案したゲームの情報も教えるという契約も結ぶ。御手洗と順調にゲームを進めていくが、最後に彼を裏切る思惑を見抜かれており、逆に穴に落とされて敗北する。
敗北によって死んだように描写されるも上記の理由から生きており、「ブルー・テンパランス」編ではゲームの考案者かつその内容を御手洗に伝えた者として、対決を部下たちと共に観戦する。そして観戦を通して、部下たちにゲームの製作者として気をつけるべきことを教え諭す。
エンゲル
本名不明。朔班の行員。29歳。
肥満体で黒縁メガネのオタク風の男。
ピザ
本名不明。朔班の行員。24歳。
ヒッピー風の風体にギョロ目の男。
こっしゃん
本名不明。朔班の行員。23歳。
ツインテールの勝ち気な女性。
ヒゲメガネ
本名不明。朔班の行員。36歳。
服装はパジャマだが容姿は柔和な壮年男性。朔の部下の中では一番頭がキレ、彼の思考を読み取れる。

#### 特別業務部0課「特別債権管理課」

##### 黒光班
黒光 正巳（くろみつ まさみ）
特別債権管理課主任（黒光班班長）。43歳。
顔にピアスを付けた強面だが、服装や物腰は紳士的な中年男性。礼儀を重視し、「人」には丁寧な口調だが、債務者を「人」と思っておらず、平気で殺す。債務者に堕ちた御手洗の移送を指揮する。「ザ・ショートホープ」編の最後では朔に代わって、彼の考案したゲーム情報を御手洗に譲渡する。
森 小夜子 (もり さよこ)
黒光班の行員。23歳。
ゴスロリ調の衣服に身を包む女性。特記事項として商品の廃棄率が高いことが記載されている。足癖が悪く御手洗を蹴っている描写がある。
丸尾 義経 (まるお よしつね)
黒光班の行員。28歳。
顎マスクにキャップ、麿眉のアンニュイな雰囲気の青年。特0行員のみに応答し、12巻にて「3ヶ月ぶりに喋った」と驚かれるほどの無口。

##### 城之内班
城之内 寿（じょうのうち ことぶき）
特別債権管理課主任（城之内班班長）。27歳。性別不詳。
不良在庫にまで落ちた債務者の最後の救済措置「ザ・ショートホープ」の進行を担当する。ゲーム中はプレイヤーの特別債務者たちを罵倒するも、クリア後の御手洗には打って変わって彼を讃える。

#### 特別業務部5課「特別営業課」
周防 要（すおう かなめ）
特別営業課の課員。25歳。
涼やかな顔をした美青年。ジャックポット・ジニーにおいて観客のVIPたちの接待役を務める。敗者を悪趣味な見世物とすることにキレた御手洗を暴力でまたたく間に黙らせる。
宇佐美班に復帰したい御手洗に襲われ、特に重要な顧客である無堂と御手洗を引き合わせることになり、命の危険に陥る。
佐久間 龍 (さくま りゅう)
特別営業課の課員。24歳。
御手洗が「予約商品」として搭乗した飛行機にて会った課員。

#### 特別業務部6課「特別権利管理課」
荒川 冬馬 (あらかわ とうま)
特別権利管理課の課員。29歳。
高飛車な態度の青年。桃園の先輩。真経津へ特権の説明を行う。
桃園 計 (ももぞの けい)
特別権利管理課の課員。27歳。
荒川の後輩であり、朗らかな雰囲気の青年。荒川と同じく真経津へ特権の説明を行う。

### その他の人物
神林
パン屋の店主。
窓口業務時代の御手洗が担当を務めていた、しがない中年男性。大学生の娘の学費を稼ぐため、カラス銀行の賭場に参加するが、関谷にカモにされて特別融資分まで使い切ってしまい、債務不履行者となる。恐慌状態から自らの金歯を抜いて融資を受けようとするなど、御手洗を恐怖させる。直後に真経津が関谷から神林の負け分も取り返したことで最悪は避けられ、もうギャンブルはしないと誓う。
真経津が神林のパンを気に入ったことで、その後も、しばしば幕間に登場する。「タンブリング・エース」編のきっかけにもなる。
無堂清光
無堂商会会長。74歳。
カラス銀行の賭場の大物観客の一人。特5の周防が特に気を使う顧客。

## 用語
カラス銀行
日本でも有数の市中銀行。実は大金管理のプロフェッショナルとして密かに巨大な賭場を開き、参加するギャンブラー自体を資産や債権・債務として扱っている。特別融資として基本的人権を担保に大金を貸し、返せなかった者は債務不履行者としてその身柄を拘束して人身売買する。上層のギャンブラーには専用口座と担当行員を付けて優遇する一方で、身体を損傷し、時に命も失う恐れのあるギャンブルを企画し、それを富裕層の見世物にして観覧料収入を得ている。カラス銀行以外の銀行でも賭場を運営していることが示唆されている。
銀行賭博は特別業務部が担当し、物語のメインとなる特別審査課（特四）を含めて、以下の課がある。
- 特別業務部0課「特別債権管理課」 - 特別融資を返すことができず債権不履行者となった者の身柄を管理する部署。キャリアがマイナスになった行員も同様に扱う。
- 特別業務部2課「特別企画管理課」 - 賭場でのゲームを考案する部署。
- 特別業務部3課「特別事務課」-
- 特別業務部4課「特別審査課」 - 賭場を運営する部署。以下で詳述。
- 特別業務部5課「特別営業課」 - 賭場を観覧する富裕層を接待する部署。
- 特別業務部6課「特別権利管理課」 - ワンヘッドギャンブラーに与えるヘックスメダルと特権の管理を行う部署。

特別業務部4課「特別審査課」 / 特四（トクヨン）
カラス銀行の銀行賭博を管理する部署。ギャンブルおよびギャンブラーの管理を行い、特別融資として基本的人権を担保とした資金の貸し出しなども行う。主任を班長とする6つの班からなり、それらを束ねる課長は銀行賭博に絶大な権力を持つという。
少なくとも特四の課員たちは通貨のように扱う「キャリア（勤続年数）」によって銀行から管理されており、他の課員と駆け引きを行ったり、各種の特権を購入したりしている。キャリアの残高がマイナスに陥った場合は、特別融資の債務不履行者と同じ扱いになり、特別債権管理課に引き渡される。
賭場のランク
カラス銀行の賭場の参加者は専用口座の額に応じて上から順に1ヘッド（ワンヘッド）、1/2ライフ（ハーフライフ）、4リンク（フォーリンク）、5スロット（ファイブスロット）にランク付けされる。上位ほど大金が動くが、同時に命や身体の危険が増す。専用口座は4リンク以上に与えられ、1/2以上は特四から担当行員が就く。また1ヘッド戦では金銭ではなく銀行が特権を与える「ヘックスメダル」を賭けて勝負が行われる。
ランクは原則ゲーム終了時点の口座の残高によって決まる。が、ランクを上げないために債務不履行者を銀行から買って口座の金を消費する（獅子神）、口座の金を人に貸し付けたために基準を満たせずランクダウンした（村雨）、といった例があり、口座資金の基準は単にギャンブルの結果だけとは限らない。
- 1ヘッド（ワンヘッド） - 「1人のみ残る」の意で、敗者は死亡するゲームであることが示唆される。口座残高の額ではなく、残高の上位50名が自動的にランク付される。
- 1/2ライフ（ハーフライフ） - 死の恐れがあるギャンブルで対決する。
- 4リンク（フォーリンク） - 「四体満足」の意で、身体に重大な損傷を受ける恐れのあるギャンブルで対決する。
- 5スロット（ファイブスロット） - 賭場に参加した場合の最初のランク。残高5000万円未満の準一般人がこのランクに分類される。賭金は下限が100万円、上限は4999万円。基本的に命や身体の危険はないが、特別融資を受けて返却できない場合は身柄を拘束される。

ワンヘッドの特権とヘックスメダル
ワンヘッドギャンブラーは通常の金銭ではなく銀行が提示する特権の購入が可能なヘックスメダルを賭けて戦う。特権は効果と価格（メダルの枚数）に応じて第一種から第三種までのランクがある。

## 作中のゲーム
ウラギリスズメ
5スロットのゲーム。単行本1巻収録。
片方のプレイヤーが隠した玩具の「宝石」が大小計二つの箱のどちらに入っているかを当てるゲーム。宝石を隠す「ハイド」側は賭け金を設定でき、箱を隠す「チェック」側は宝石を見つけられれば金を得られ外せば失う。二つの箱は大きな「強欲のつづら」と小さな「堅実のつづら」に分けられている。「チェック」側が「強欲のつづら」を選んだ場合、賭け金の100％が取引され、「堅実のつづら」を選んだ場合、賭け金の50％が取引される。
気分屋ルーシー
4リンクのゲーム。単行本1-2巻収録。
5面のうち1面につき5つの鍵穴（すなわち25個の鍵穴がある）がある手のひらサイズの正立方体型金庫を用いたゲーム。プレイヤーは相手の金庫の各面最低1箇所に「当たり鍵穴」を設定し、金庫を交換する。その後、交互に自分の金庫の鍵穴を指定して解錠していき、先に金庫の中にある「ハート」のオブジェクトを取り出した方が勝利者となる。すなわち、相手がどの箇所に鍵を賭けたかを推理し合うゲームである。
当たり以外の鍵穴を指定してしまった場合に、ルーシーと呼ばれる巨大な人形によって手のひら目掛けて鍵を突き立てられるというペナルティがある。
サウンド・オブ・サイレンス（SOS）
4リンクのゲーム。単行本2-3巻収録。
それぞれ0秒・2分・3分とする3種類のレコードを選択し合うゲーム。レコードにはそれに指定された時間分の有害音楽が収録されており、選択したプレイヤーは有害音響ブース「サウンド・オブ・サイレンス（以下SOS）」で、その時間分の音楽を聞く必要がある。この音楽は人体に対して非常に有害であり、累計5分の聴取で鼓膜を破壊し、それ以上は三半規管や脳に深刻なダメージを与える。勝利条件は「対戦相手が演奏終了後5分以内にレコードを返却できない状態になること」であり、自分はなるべく「0秒」のレコードを選択し、相手には「2分」「3分」のレコードを選ばせるゲームである。
ジャックポット・ジニー
1/2ライフのゲーム。単行本3-4巻収録。
「黄金」「盗賊」「魔人」の3種類のカードを使い、金貨を取り合うゲーム。プレイヤーはそれぞれ砂時計型のブースの下部分に入り、1ラウンドごとに配られた6枚のカード（黄金×4、盗賊×1、魔人×1）を同時に1枚ずつ出し（すなわち6ターン）、これを合計3ラウンド行って金貨を取り合う。獲得した金貨は各ラウンドの終了時に砂時計の上の部分に貯まっていく。勝利条件は「3ラウンド終了時に相手よりも多くの金貨を所持すること」もしくは「対戦相手の死亡」。3ラウンド終了時に金貨の少ない方の頭上に獲得した金貨が降り注ぐため、獲得枚数が多いほど圧死する危険性が増す。なお、カードの効果は以下の通り。
黄金：自分の金貨を4倍に増やす。
盗賊：相手の金貨を半分奪う。
魔人：相手の「盗賊」を無効にし、相手の金貨の90％を奪う。
タンブリング・エース
京極学が主催するゲーム。単行本5巻収録。
各面に9・10・J・Q・K・Aが描かれた特殊ダイスを用いたゲーム。それぞれの出目でポーカーの役を作り、競い合う。いわゆる「シカゴダイス」の特殊版。1枚100円のチップを初期100枚で全5ゲーム。場が200枚を超えたらそれ以上はレイズ不可。ゲーム自体は単純であるが、京極の仕掛けでチップのレートがダイスを振る度に15％増えるという掛け金が不当に釣り上がる仕組みが隠されている。
アンハッピー・ホーリーグレイル
1/2ライフのゲーム。単行本6巻収録。
3本の瓶と3つの聖杯を互いに選択し合うゲーム。瓶は1本が「聖水」、2本が「毒」。聖杯は1つだけ本物である。本物の聖杯は瓶の中身を反転させる機能を持ち、聖水は毒に、毒は聖水になる。1ラウンドごとに聖水側と聖杯側を交互に1回ずつ行い、最後に飲み干す。勝利条件は「10ラウンド終了時に相手プレイヤーより多くの聖水を得ること」。ただし、ゲーム中でも毒を一定量接種すれば死亡する（瓶1本100mlで、作中では致死量を500mlとしている）。
ザ・ショートホープ
特別債務者向けの特殊ゲーム。単行本7巻収録。
床が16マスで仕切られた正方形の部屋で行われるゲーム。マスには各ターンごとに切り替わる全5種類のマークが書かれており、ゲーム開始後、正面壁モニターに記されたマークと同じマスから5秒以内に離れなくてはいけない。そのマスに留まった場合、電流が流れた後、床が抜け、奈落に落ちる。ゲームの進展で1度に表示されるマークも増える。勝利条件は「全10ラウンド中に生き残ること」。
ブルー・テンパランス
1/2ライフのゲーム。単行本8ｰ9巻収録。
「1」「10」「R×2」の3種類のカードを使い、「月の石」（重り）を奪い合うゲーム。プレイヤーは巨大な天秤と連動するブース「ブルーボックス」に入り、1ラウンドごとに配置側と選択側を交互に行って1枚を選択する。使うカード3枚だが「正位置」「逆位置」の概念を持ち、計6パターンになる。その選択結果に応じて互いの重りが増減し、天秤の傾きが変わる。自分側の天秤が高いと減圧され、低いと加圧される。減圧は高山病になるため特に危険とされ、自分側の重りを増やすことが推奨される。ラウンドは無制限で、持ち時間を5分使い切ると失格になる。すなわち、気圧変化で相手の体調を崩させ、勝負続行を不可能にさせることを狙う。
ライフ・イズ・オークショニア
1/2ライフのゲーム。2対2のチーム戦。単行本10-11巻収録。
1から4までの数字が書かれた4枚の競売札を用いて「ライフダイヤ」を競り落とし集めるゲーム。プレイヤーは円卓上の席に座り、「親」から反時計回りで手持ち札を1枚伏せて場に出す。全員が出したところで札をオープンにし、最大数を出したものを勝利者（落札者）とする。ただし、重複した場合は無効となる（例えば提出札がそれぞれ「4」「4」「3」「2」の場合、「3」の者が勝利者になる）。ここまでを1ラウンドとし、使用した札を捨てて「親」を左の者に交代し、次のラウンドに移る。そして「どちらかのチームが2勝する」または「手札が尽きる」までを1セットとする。1セット中に2勝すると「ダイヤ」を獲得し、これを先に3つ集めることを勝利条件とする。
なお、落札者は、これまでの落札決定数の累計に応じた強さの電気ショックを受ける。ゲーム中では意識を保っていられる値の限界値を15とし、気絶した場合は失格となる。また、16以上は命の保証ができないとしている。このため、プレイヤーはいかに低い値で落札できるかを競い合う。
シヴァリング・ファイア
1ヘッドのゲーム。単行本12巻-13巻収録。
ジャンケンを基にした6種類のカードを使い、互いの室温の変化を操作し合うゲーム。プレイヤーはそれぞれ1度単位で室温が管理されるガラスのブースに入り、1ラウンドごとに配られた6枚のカードを同時に1枚ずつ出し（すなわち6ターン）、これを合計4ラウンド行う。カードは「HOT」と「ICE」の2種類があるグー・チョキ・パーのジャンケンカードであり、「HOT」で勝つと室温上昇、「ICE」だと低下する。変化の度合いは勝利カードの指の数1本につき1度である（よって「グー」は0度（変化なし）、「チョキ」は2度、「パー」は5度である）。変化の度合いは1ラウンドの中で「ストック」され、ラウンド終了時にストック値に-10された値が一気に反映される。勝利条件は「対戦相手の死亡」。ゲーム開始時は30度であり、なるべく自分の室温を維持し、相手の室温を高温または低温にすることを目指す。
あいこなどによる変化なしでゲームが終了することを防ぐため、1ラウンド中3勝以上の者がいなければ「ストック」を維持して再ラウンドを行う。また、全4ラウンド終了時に死亡者がおらず、決着がついていない場合は互いの室温を100℃まで上昇させ1時間維持するサドンデスとする。それでも両者生存していた場合、全ゲームの温度変化の総ストック数が多い方を勝利者とし、少ない方を銀行が処刑する。
ピーキー・ピッグ・パレス
1/2ライフのゲーム。2対2のチーム戦。単行本14巻-16巻収録。
童話『三匹の子豚』を模した4種類のカードを用いて、互いのライフを奪い合うゲーム。各プレイヤーは「藁の家」「木の家」「レンガの家」「悪いオオカミ」の4枚のカードを手札とし、「親」から反時計回りで手持ち札を1枚伏せて場に出す（「建築フェイズ」）。全員が出したところで札をオープンにし「オオカミ」がある場合、そのプレイヤーはオオカミ以外のカードを出したプレイヤーを指名して攻撃し「労働ブタ」（ライフ）を奪う（「襲撃フェイズ」）。ただし、指名できるのは最もグレード（「レンガの家」＞「木の家」＞「藁の家」）が低い家かつ、他のオオカミのプレイヤーが未指定のものだけである。ここまでを1戦とし、4戦1ラウンドで、1ラウンド中に同じカードは使えない。ラウンドは無制限で、勝利条件は「自身または仲間が先に労働ブタを6匹集める」。なお、奪われたブタは取り返せず（ライフは回復しない）、奪ったブタが奪われることもない。
「襲撃フェイズ」には次の特殊な状況が存在する。
- オオカミの不在：場にオオカミが存在せず、何も起きずにゲームが流れる。
- 平和な世界：場にオオカミと3種の家が存在する場合「あいこ」となりゲームが流れる。
- オオカミの憤怒：オオカミが攻撃先として指定できる対象が場にひとつもない場合、自身のブタを2匹失う。

ペナルティとして自身のブタを1つ失うたびに部屋の酸素濃度が1.5％低下する（初期は21％）。全6匹を失うと酸素濃度は酸素欠乏症を引き起こす6％まで低下し、場合によって死に至る。
デッドマンズ・キャンドルライト
1/2ライフのゲーム。単行本16巻-17巻収録。
死者の国の門番をモチーフとして、死者側と門番側で各3種類の駒を用いて勝利点を獲得するゲーム。プレイヤーは1ラウンドごとに交代で「旅する死者（トラベラー）側」と「門番（ゲートキーパー）側」の役割を担う。3つの経路にそれぞれの与えられた駒を置き、その組み合わせで勝利点（ハッピーハート）やペナルティ（後述）が増減する。勝利条件は「先にハッピーハートを7つ集めるか対戦相手の死亡」。それぞれの駒の効果は以下の通り。
- 死者側
  - ハートの死者：「ハッピーハート」を1つ増やす
  - ハンマーの死者：「ハッピーハート」を1つ減らす
  - たいまつの死者：「死のロウソク」に1本火を付ける

- 門番側
  - 歓迎する門番：死者の効果を2倍にする
  - 居眠りする門番：死者の効果をそのまま（1倍）通す
  - 鉄壁の門番：死者の効果を無効化（0倍）する

本作にはペナルティとして猛毒を含んだ「死のロウソク」が存在し、各プレイヤーに全5本、最初に1本灯った状態で始まる。蝋が溶けることで毒ガスがブース内に流れる仕組みで、灯ったロウソクが多いほど毒の量が増すことになる。また別途、制限時間「320分」が設定されており、点灯した「死のロウソク」によって時間の消費がペースが変わる。具体的にはロウソク1本につき時間が1/2となり、0分になると強制的に致死量の毒ガスが送り込まれ即時敗北となる。このため、勝利点を集めることを優先するか、死のロウソクを防ぐことを優先するかの戦略を迫られる。
デビルズマイン・ツインズ
1ヘッドのゲーム。単行本18巻- 収録。

## 書誌情報
- 田中一行 『ジャンケットバンク』 集英社〈ヤングジャンプ・コミックス〉、既刊19巻（2025年8月19日現在）
  1. 2020年11月19日発売[5][6]、ISBN 978-4-08-891657-6
  2. 2021年2月19日発売[7]、ISBN 978-4-08-891830-3
  3. 2021年5月19日発売[8]、ISBN 978-4-08-891844-0
  4. 2021年8月18日発売[9]、ISBN 978-4-08-892048-1
  5. 2021年11月19日発売[10]、ISBN 978-4-08-892133-4
  6. 2022年2月18日発売[11]、ISBN 978-4-08-892220-1
  7. 2022年5月18日発売[12]、ISBN 978-4-08-892297-3
  8. 2022年8月19日発売[13]、ISBN 978-4-08-892402-1
  9. 2022年11月17日発売[14]、ISBN 978-4-08-892463-2
  10. 2023年2月17日発売[15]、ISBN 978-4-08-892620-9
  11. 2023年5月19日発売[16]、ISBN 978-4-08-892689-6
  12. 2023年8月18日発売[17]、ISBN 978-4-08-892791-6
  13. 2023年11月17日発売[18]、ISBN 978-4-08-893009-1
  14. 2024年3月18日発売[19]、ISBN 978-4-08-893120-3
  15. 2024年6月19日発売[20]、ISBN 978-4-08-893238-5
  16. 2024年9月19日発売[21]、ISBN 978-4-08-893376-4
  17. 2024年12月18日発売[22]、ISBN 978-4-08-893480-8
  18. 2025年4月17日発売[23]、ISBN 978-4-08-893585-0
  19. 2025年8月19日発売[24]、ISBN 978-4-08-893738-0